# Karl Blessmann
Karl Blessmann (* 17. Dezember 1909 in Mülheim an der Ruhr; †  1. Juni 1976 in Hamburg) war ein deutscher Kaufmann und Feldhockeyspieler.
Blesmann wurde 1936 an der Universität Köln im Fach Staatswissenschaften promoviert.
1944 wurde er mit dem Luftwaffen-Sportverein Hamburg Deutscher Meister im Feldhockey. Im in Magdeburg ausgetragenen Finale besiegte der LSV dabei den Vorjahresmeister TSV Sachsenhausen 1857 in der Verlängerung mit 1:0. Er bestritt 15 Spiele im A-Kader der deutschen Nationalmannschaft.
1946 heiratete er die Hamburger Hockeyspielerin Lilli Klein. Die Ehe wurde am 21. Juli 1954 wieder geschieden.